# Płoć portugalska
Płoć portugalska (Achondrostoma oligolepis) – gatunek słodkowodnej, stadnej ryby z rodziny karpiowatych (Cyprinidae). 

## Występowanie
Występuje w stojących i wolno płynących wodach dorzeczy Limy na Półwyspie Iberyjskim. 

## Opis
Osiąga długość 15–18 (maksymalnie 25) cm. 

## Odżywianie
Żywi się planktonem i larwami owadów.